# Bob Crompton
Robert "Bob" Crompton, född 26 september 1879, död 16 mars 1941, var en engelsk fotbollsspelare i Blackburn Rovers och engelska landslaget. Han spelade 41 landskamper, varav 22 som lagkapten, mellan 1903 och 1914.
Crompton föddes i Blackburn och tillbringade hela sin karriär som back i Blackburn Rovers. Han spelade 528 matcher mellan 1896 och 1920 och var som lagkapten med om att vinna ligan 1912 och 1914. Efter spelarkarriären var han tränare i Blackburn 1925–1930 och ledde laget till seger i FA-cupen 1928. Han kom tillbaka till klubben som tränare i slutet av 1930-talet och ledde laget till seger i division två. Crompton tränade Blackburn fram till sin död 1941.